# كأس إيطاليا 2005–06
كأس إيطاليا 2005–06 (بالإيطالية: Coppa Italia 2005-2006)‏ هو الموسم 59 من كأس إيطاليا. أشرف على تنظيمه اتحاد إيطاليا لكرة القدم، وكان عدد الأندية المشاركة فيه 72، وفاز فيه نادي إنتر ميلانو.